# Đường đua ca nô Slalom Kraków-Kolna
Bản mẫu:Infobox whitewater course
Đường đua ca nô Slalom Kraków-Kolna là một đường đua nước nhân tạo ở Ba Lan, ở bờ nam sông Vistula, ở ngoại ô Kolna, cách 10 kilômét (6 mi) về phía tây Krakow. Nó nhận được nước từnước sông chuyển hướng xung quanh một con đập gần đó. Đỉnh cao 120 mét (394 ft) của đường đua là một hồ bơi bắt đầu bằng nước được bao phủ trong mùa đông bởi một chiếc lều trắng dài. Không khí bên trong lều được sưởi ấm, nhưng nước thì lạnh.
Đường đua canoe tiêu chuẩn Olympic này là nơi diễn ra các cuộc thi quốc tế thường xuyên. Vào tháng 6 năm 2013, nó đã tổ chức Giải vô địch châu Âu. Nó là một phần của một khu phức hợp lớn hơn có tên là Trung tâm thể thao và giải trí Kolna (Ośrodek Sportu i Rekreacji Kolna ") bao gồm một kênh đào nước rút bằng phẳng và một phòng tập thể dục trong nhà và hồ bơi.

## Thiết kế
Kênh bằng bê tông có đáy phẳng và các mặt thẳng đứng. Các bộ chuyển hướng dòng chảy là hai cặp đập cánh bê tông và cụm các cột nhựa màu xanh dương và xanh lá cây thẳng đứng được gắn vào các bảng chốt ở đáy kênh. Một cây cầu chân bắc qua kênh tham gia cặp đập nước cánh đầu tiên.
Để hiện đại hóa khóa học cho Giải vô địch châu Âu 2013, phần trên cùng được thực hiện ngắn hơn và dốc hơn bằng cách kéo dài chiều dài của bể bắt đầu. Sự thay đổi này đòi hỏi phải nâng các bức tường kênh 70 xentimét (28 in) trong phần phía trên cầu chân. Công việc được hoàn thành vào tháng 4 năm 2013.

Bản đồ đường đua Krakow-Kolna Canoe Slalom

Bản đồ cổng vào Chung kết Giải vô địch châu Âu 2013, ngày 9 tháng 6 năm 2013. Tất cả các cổng là một cực.

## Hình ảnh
Giải vô địch ca nô châu Âu, tháng 6 năm 2013 

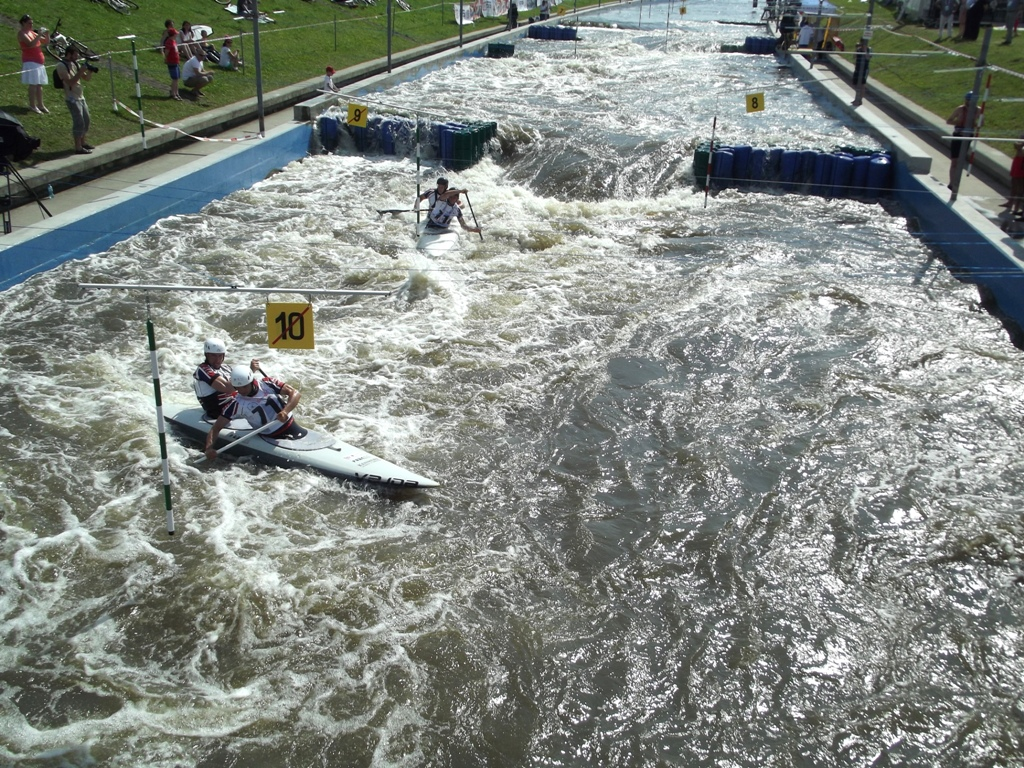
Từ chân cầu, 10 cổng trên cùng. Đội C-2 của Anh.
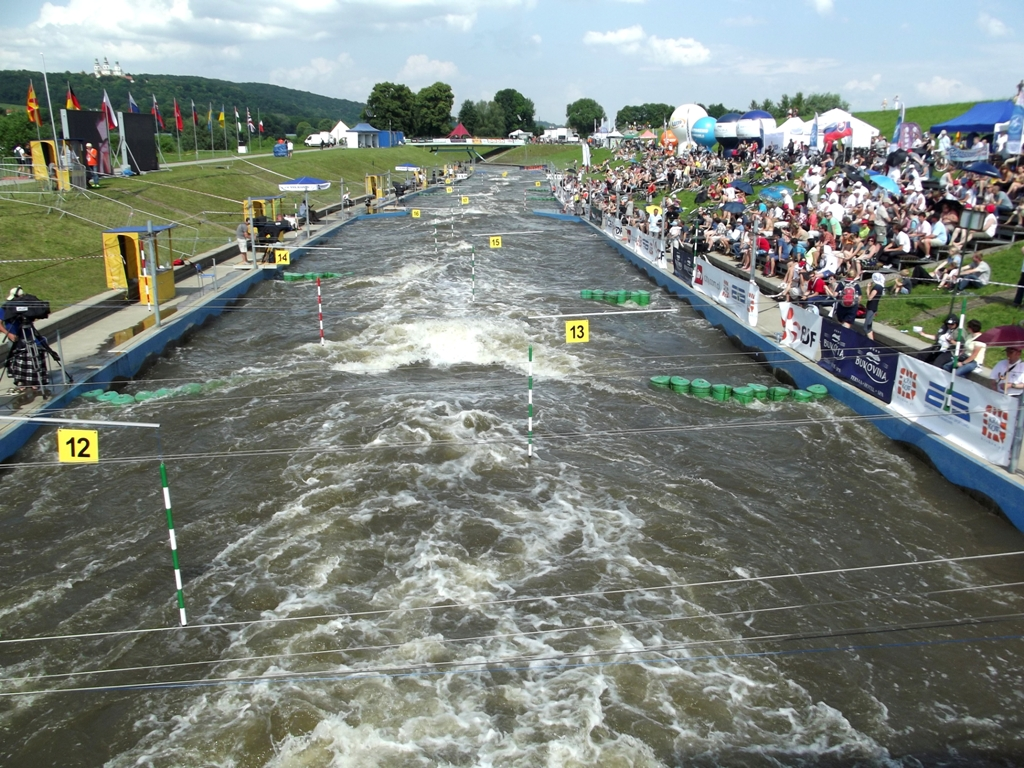
Từ chân cầu, cổng dưới.
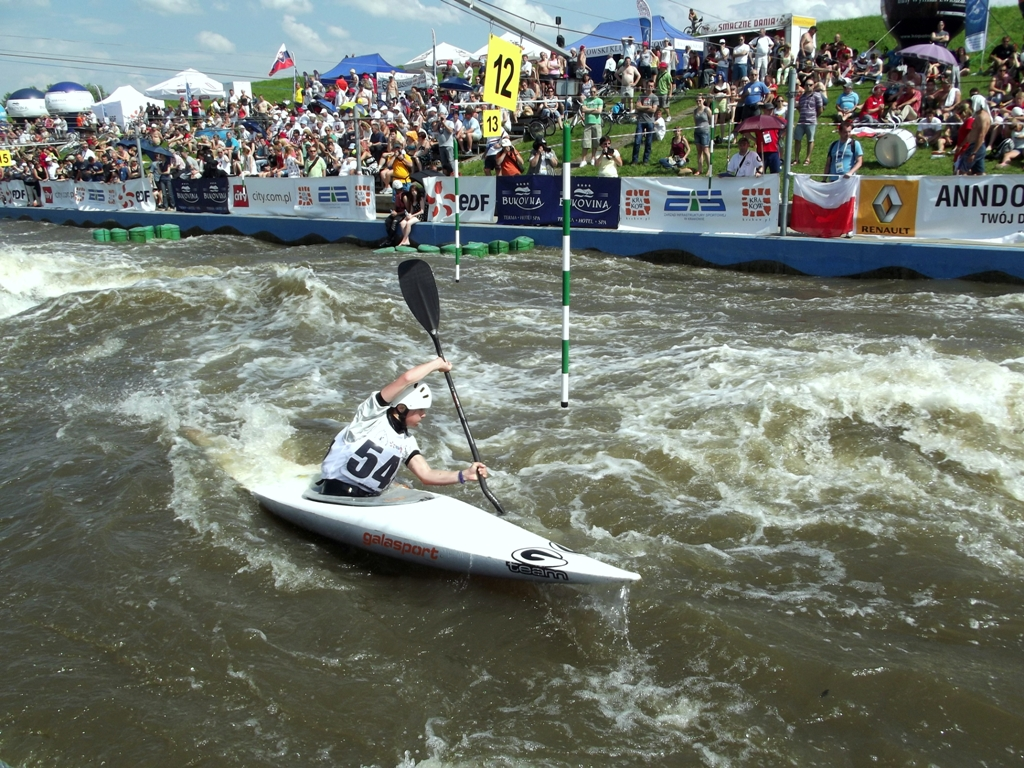
Trận chung kết đội K-1W. Chiếc thuyền Tây Ban Nha đầu tiên tại cổng số 12.
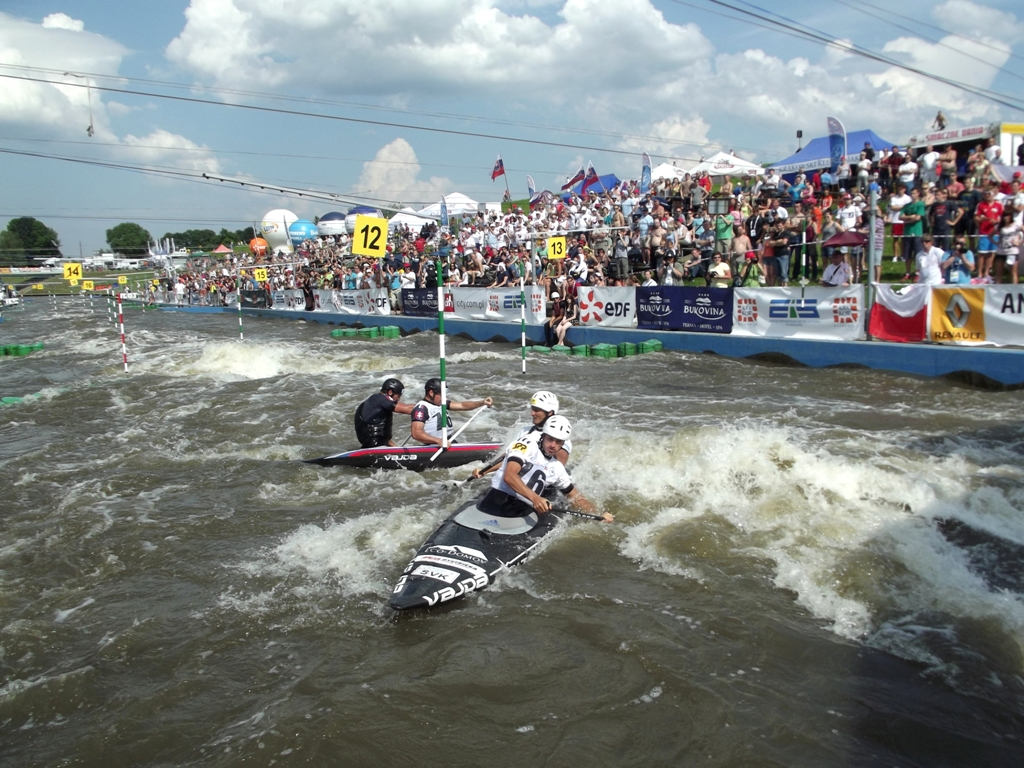
Trận chung kết đội C-2. Hai chiếc thuyền đầu tiên của Slovakia đi qua cổng số 12.
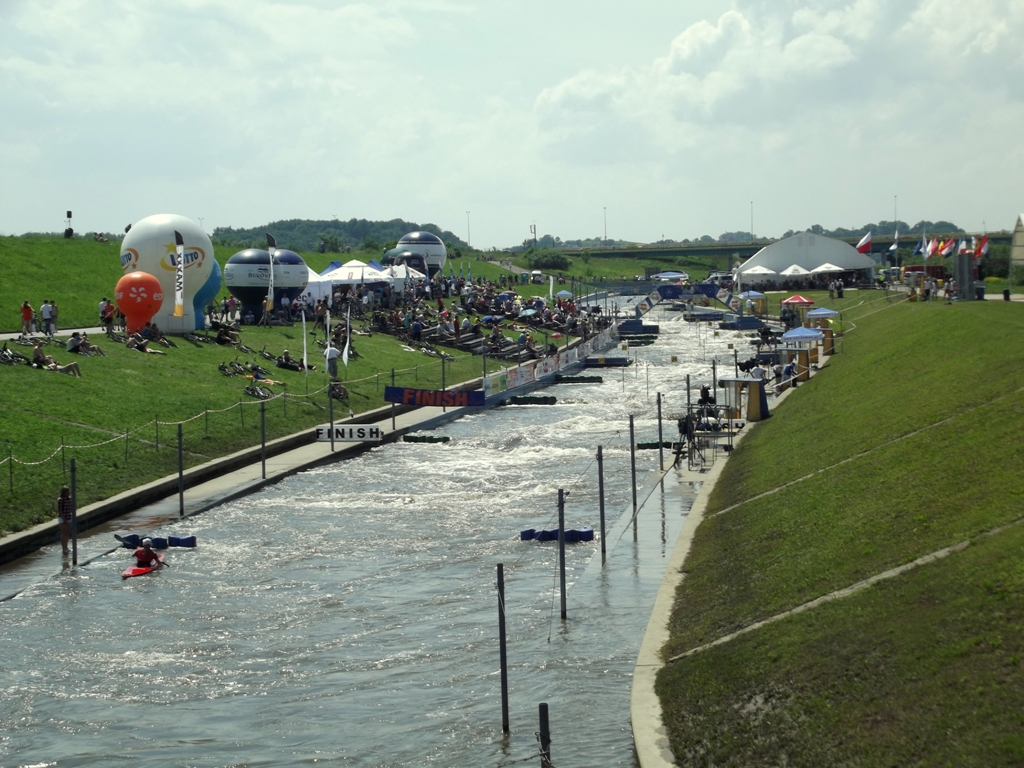
Từ cầu đường, vạch đích.